# سفه
السفه لغةً: بفتح السين وسكون الفاء، نَقْصٌ في العَقل وأصله الخِفَّة، من سفه سفهًا من باب تعب، وسفه بالضم سفاهة وسَفاهًا، أي: صار سَفِيهًا، فهو سفيه، والأنثى سفيهة، والجمع سفهاء. وسفه الحق جهله، وسَفِهه تسفيهًا: نسبه إلى السَّفَه.
والسفه اصطلاحًا:
قال الجرجاني: (السفه: عبارة عن خفة تعرض للإنسان من الفرح والغضب فتحمله على العمل بخلاف طور العقل وموجب الشرع. والسفه (محركة) ضد الحلم.
وقال ابن القيم: (السَّفَه غاية الجهل، وهو مركَّبٌ مِن عدم العلم بما يُصْلِح معاشه ومعاده، وإرادته بخلافه).

## الفرق بين السَّفَه وبعض الصفات الأخرى

### الفرق بين السفه والحمق
يشتركان في الجهل ويختلفان في موضعه. فالسفيه يجهل أهمية الأمور الأساسية في حياته، فيقوم بخلاف ما يصلح معاشه لضعف تقديره للأمور، أما الأحمق فيعلمها لكن يجهل وسيلة تحقيقها، أو يعلم كل ذلك ولا يقوم به.

### الفرق بين السفه والطيش
السَّفَه: نقيض الحكمة، ويستعار في الكلام القبيح، فيقال: سَفِه عليه إذا أسمعه القبيح، ويقال للجاهل: سَفِيهٌ.
والطَّيش: خِفَّةٌ معها خطأ في الفعل، وهو مِن قولك: طاش السَّهم. إذا خَفَّ فمضى فوق الهدف، فشُبِّه به الخفيف المفارق لصَواب الفِعْل.

### الفرق بين السفه والعبث
قال بدر الدين الكردي: العَبَث هو الفعل الذي فيه غرض لكن ليس بشرعيٍّ، والسَّفَه ما لا غرض فيه أصلًا.

## ذم السفه في الإسلام

### ذم السفه في القرآن الكريم
قال تعالى: ((فَإن كَانَ الَّذِي عَلَيْهِ الْحَقُّ سَفِيهًا أَوْ ضَعِيفًا أَوْ لاَ يَسْتَطِيعُ أَن يُمِلَّ هُوَ فَلْيُمْلِلْ وَلِيُّهُ بِالْعَدْلِ)) [البقرة: 282].
جاء في تفسير الطبري: يعني بقوله جل ثناؤه: ((فإن كان الذي عليه الحق سفيها أو ضعيفا)) فإن كان المدين الذي عليه المال سفيها، يعني جاهلا بالصواب في الذي عليه أن يمله على الكاتب. وعن مجاهد: ((فإن كان الذي عليه الحق سفيها)) أما السفيه: فالجاهل بالإملاء والأمور. وقال آخرون: بل السفيه في هذا الموضع الذي عناه الله: الطفل الصغير.
وقد يدخل في قوله: ((فإن كان الذي عليه الحق سفيها)) كل جاهل بصواب ما يمل من خطئه من صغير وكبير، وذكر وأنثى. غير أن الذي هو أولى بظاهر الآية أن يكون مرادا بها كل جاهل بموضع خطأ ما يمل وصوابه من بالغي الرجال الذين لا يولى عليهم، والنساء؛ لأنه أجل ذكره ابتدأ الآية بقوله: ((يا أيها الذين آمنوا إذا تدينتم بدين إلى أجل مسمى)) والصبي ومن يولى عليه لا يجوز مداينته.
قال تعالى (في سورة النساء):
﴿وَلَا تُؤْتُوا السُّفَهَاءَ أَمْوَالَكُمُ الَّتِي جَعَلَ اللَّهُ لَكُمْ قِيَامًا وَارْزُقُوهُمْ فِيهَا وَاكْسُوهُمْ وَقُولُوا لَهُمْ قَوْلًا مَعْرُوفًا ۝٥﴾
قال الحكم: "ولا تؤتوا السفهاء أموالكم"، قال: النساء والولدان.
قال تعالى (في سورة الأنعام):
﴿قَدْ خَسِرَ الَّذِينَ قَتَلُوا أَوْلَادَهُمْ سَفَهًا بِغَيْرِ عِلْمٍ وَحَرَّمُوا مَا رَزَقَهُمُ اللَّهُ افْتِرَاءً عَلَى اللَّهِ قَدْ ضَلُّوا وَمَا كَانُوا مُهْتَدِينَ ۝١٤٠﴾ [الأنعام:140].
قال أبو جعفر: "سفهًا"، منهم من يقول: فعلوا ما فعلوا من ذلكَ جهالة منهم بما لهم وعليهم، ونقصَ عقول، وضعفَ أحلام منهم، وقلة فهم بعاجل ضرّه وآجل مكروهه، من عظيم عقاب الله عليه لهم.

### ذم السفه في السنة النبوية
| سفه | أعاذك الله مِن إمارة السُّفَهاء. قال: وما إمارة السُّفَهاء؟ قال: أمراء يكونون بعدي، لا يقتدون بهديي، ولا يستنُّون بسنَّتي، فمَن صدَّقهم بكذبهم، وأعانهم على ظلمهم، فأولئك ليسوا منِّي ولست منهم، ولا يردوا على حوضي، ومَن لم يصدِّقهم بكذبهم ولم يعنهم على ظلمهم، فأولئك منِّي وأنا منهم، وسيردوا على حوضي..). | سفه |

(إمارة السُّفَهاء، وهو فعلهم المستفاد منه مِن الظُّلم والكذب وما يؤدِّي إليه جهلهم وطيشهم).
روي عن  أبي هريرة  أن رسول اللّه ﷺ قال: 
| سفه | إنَّها ستأتي على النَّاس سنونٌ خَدَّاعَة، يُصَدَّق فيها الكاذب، ويُكَذَّب فيها الصَّادق، ويُؤْتَمَن فيها الخائن، ويُخَوَّن فيها الأمين، وينطق فيها الرُّويبضة. قيل: وما الرُّويبضة؟ قال: السَّفيه يتكلَّم في أمر العامَّة. | سفه |

### ذم السفه في كتب العلماء
| سفه | عن أبي جعفر الخطمي أنَّ جدَّه عمير بن حبيب أوصى بنيه، قال لهم: (أي بني! إيَّاكم ومخالطة السُّفَهاء؛ فإنَّ مجالستهم داء، وإنَّه مَن يَحْلم عن السَّفيه، يُسَرَّ بحلمه، ومَن يُجِبه يندم). | سفه |

وقال يحيى البرمكي: (السَّفيه إذا تنسَّك تعاظم).
وأوصى المنذر بن ماء السماء ابنه النُّعمان بن المنذر، فقال: (آمرك بما أمرني به أبي، وأنهاك عمَّا نهاني عنه: آمرك بالشُّح في عِرْضك، والانخِدَاع في مالك، وأنهاك عن ملاحاة الرِّجال وسيَّما الملوك، وعن ممازحة السُّفَهاء..).
وقال ابن الجوزي: (السَّفَه نباح الإنسان).

## آثار السفه
1- يُحرم السفيه من تمتعه برزقه على الوجه الذي يريد، لأنه لو حصل لأفناه:
قال تعالى (في سورة النساء): ﴿وَلَا تُؤْتُوا السُّفَهَاءَ أَمْوَالَكُمُ الَّتِي جَعَلَ اللَّهُ لَكُمْ قِيَامًا وَارْزُقُوهُمْ فِيهَا وَاكْسُوهُمْ وَقُولُوا لَهُمْ قَوْلًا مَعْرُوفًا ۝٥﴾ [النساء:5]
2- السفيه يبتعد عن هدي رسول الله ﷺ:
عن جابر بن عبد الله: (أنَّ النَّبيَّ ﷺ قال لكعب بن عجرة: أعاذك الله مِن إمارة السُّفَهاء. قال: وما إمارة السُّفَهاء؟ قال: أمراء يكونون بعدي، لا يقتدون بهديي، ولا يستنُّون بسنَّتي، فمَن صدَّقهم بكذبهم، وأعانهم على ظلمهم، فأولئك ليسوا منِّي ولست منهم، ولا يردوا على حوضي، ومَن لم يصدِّقهم بكذبهم ولم يعنهم على ظلمهم، فأولئك منِّي وأنا منهم، وسيردوا على حوضي..).
3- لا يؤخذ بكلامه:
قال تعالى: ((فَإن كَانَ الَّذِي عَلَيْهِ الْحَقُّ سَفِيهًا أَوْ ضَعِيفًا أَوْ لاَ يَسْتَطِيعُ أَن يُمِلَّ هُوَ فَلْيُمْلِلْ وَلِيُّهُ بِالْعَدْلِ)) [البقرة: 282].
4- السفه يورث صاحبه العُجْب:
وقاليحيى البرمكي: (السَّفيه إذا تنسَّك تعاظم).
5- يُبعد العقلاء عنه:
عن أبي جعفر الخطمي أنَّ جدَّه عمير بن حبيب أوصى بنيه، قال لهم: (أي بني! إيَّاكم ومخالطة السُّفَهاء؛ فإنَّ مجالستهم داء، وإنَّه مَن يَحْلم عن السَّفيه، يُسَرَّ بحلمه، ومَن يُجِبه يندم).

## أنواع السفه
قال الشَّافعي: (السَّفيه: المبَذِّر المفسد لماله أو في دينه).
فينقسم السَّفَه إلى قسمين:
1- سفه في الأمور الدُّنيويَّة:
وهو التَّصرُّف في الأموال بالإسراف والتبذير، قال الله تعالى: ((وَلاَ تُؤْتُواْ السُّفَهَاء أَمْوَالَكُمُ)) [النِّساء: 5].
2- سفه في الدِّين:
قال تعالى: ((أَلا إِنَّهُمْ هُمُ السُّفَهَاء)) [البقرة: 13]، وقوله تعالى: ((سَيَقُولُ السُّفَهَاء مِنَ النَّاسِ مَا وَلاَّهُمْ عَن قِبْلَتِهِمُ الَّتِي كَانُواْ عَلَيْهَا)) [البقرة: 142] والمراد بالسُّفَهاء هنا الكفَّار والمنافقين.

## أقوال في السفه
- «علامة العيِّ السَّفَه.[19]»
- «سفيه لم يجد مُسَافِهًا»

(هذا المثل يروى عن الحسن بن علي ، قاله لعمرو بن الزبير حين شتمه عمرو).
- قال وهب: (مكتوب في الحكمة: قصر السَّفَه النَّصب، وقصر الحِلْم الرَّاحة، وقصر الصَّبر الظَّفر، وقصر الشَّيء وقصاراه غايته وثمرته).[21]

- وقال العتبي سمعت أعرابيًّا يقول: (العاقل بخشونة العيش مع العقلاء أسَرُّ منه بلين العيش مع السُّفَهاء).

## السفه في شعر العرب
قال الشَّافعي:
وقال المتوكل الليثي.:
وقال سالم بن ميمون الخواص.:
أنشد محمد بن عبد العزيز لموسى بن سعيد بن عبد الرَّحمن بن المقنع الأنصاري: